# Symmoca achrestella
Symmoca achrestella is een vlinder uit de familie dominomotten (Autostichidae). De wetenschappelijke naam is voor het eerst geldig gepubliceerd in 1889 door Rebel.
Deze vlinder komt voor in Europa.